# Альтнер, Георг
Ге́орг А́льтнер (нем. Georg Altner, 4 декабря 1901 — 12 апреля 1945) — немец, член Нацистской партии. В рядах СС дослужился до звания — бригадефюрер. В период с 1925 по 1931 год командовал различными штурмовыми отрядами СС. С 1939 и до конца войны, с некоторыми перерывами, занимал должность начальника криминальной полиции Плауэна и Дортмундта.

## Биография
Альтнер Георг Эрнст родился 4 декабря 1901 года в городе Вальдхайме. Был пятым ребёнком в семье. Отчим — Фридрих Эрнст Альтнер, мать — Кэролайн Вильгельмина (Тэйт).
В период с 1908 по 1913 год обучался в начальной школе. После этого поступил в гимназию Вальдхайма (нем. Realgymnasium), которую окончил в 1917 году.
С 1917 по 1919 год работал добровольцем на машиностроительном заводе, где также изучал основы механики. К 1920 году он освоил специальности слесаря и токаря. Во время «Пивного путча» состоял членом так называемых «отрядов бдительности» (нем. Angehöriger Bürgerwehr) в Вальдхайме и работал инженером-строителем. В период с 1922 по 1925 год состоял в организациях «Вервольф» и «Штальхельм». Спустя некоторое время перешёл работать в строительную компанию в Галле на должность техника, где и проработал до 1933 года.
В начале января 1925 года женился на Эльзе Маргарите Кренкель и в тот же год вступил в ряды штурмовых отрядов, где получил распределение в состав 26-го штурмового отряда СА. Кроме этого, Альтнер вступил в Нацистскую партию 10 апреля 1926 года под номером 34 339. Был назначен на должность начальника пропаганды в районах Рохлитц-Колдиц (нем. Rochlitz-Colditz), округ Галле-Мерзебург. С 15 ноября 1931 года получил повышение и стал командующим 26-штандарта СС «Пауль Берк».
31 января 1934 года был приговорён окружным судом Лейпцига к штрафу в 20 марок и 4 дням ареста за нападение на человека.
В мае 1938 года занимал должность полицай-президента Плауэна. С 1939 года, параллельно, возглавлял криминальную полицию Плауэна.
В 1940 году был призван в ряды вермахта в качестве лейтенанта в резерве и командира роты сапёров во время французской кампании. Был тяжело ранен 15 июня 1940 года. После этого был комиссован и восстановлен на должности начальника криминальной полиции Плауэна и Дортмундта.
12 апреля 1945 года тело Георга Альтнера с простреленной головой было найдено в лесу около Дортмунда. Причиной смерти, по одной из версий, стало самоубийство, а по-другой — умышленно убит.